# Bisnius nitidulus
Bisnius nitidulus är en skalbaggsart som först beskrevs av Johann Ludwig Christian Gravenhorst 1802.  Bisnius nitidulus ingår i släktet Bisnius, och familjen kortvingar. Enligt den finländska rödlistan är arten starkt hotad i Finland. Arten är reproducerande i Sverige. Artens livsmiljö är ruderatmarker, vägrenar och banvallar.